# Volcán Putana
Putana, también conocido como Jorgencal o Machuca, es un estratovolcán ubicado en la frontera sur entre Bolivia y Chile. Se encuentra inmediatamente al norte del complejo Sairecabur y al sur del Tocorpuri. Su cima se encuentra a 5.884 metros sobre el nivel del mar y contiene un cráter en la cumbre con dos cráteres más pequeños anidados en su interior. Debajo de la cima, el volcán presenta varios domos de lava y flujos de lava, algunos de los cuales se originaron en bocas laterales.
Aunque no está clara la ocurrencia de actividad volcánica histórica (salvo un episodio en 2009–2010 en el que el edificio volcánico se elevó 4 centímetros), el volcán presenta una actividad fumarólica persistente y vigorosa que genera una gran columna de gas sobre la cima. El azufre depositado por las fumarolas ha sido extraído mediante actividades de minería.

## Contexto
El volcán Putana se encuentra en la frontera entre Bolivia y Chile, y también es conocido como Jorgencal, Jorjencal o Machuca. Se trata de una zona remota y de difícil acceso, por lo que ha sido escasamente estudiada. Administrativamente se encuentra en la provincia de Sud Lípez del departamento de Potosí en Bolivia, y en la provincia de El Loa de la región de Antofagasta en Chile.
El vulcanismo en los Andes Centrales es consecuencia de la subducción de la placa de Nazca bajo la placa sudamericana y se manifiesta en forma de la Zona volcánica central, que se extiende a lo largo de 1.500 kilómetros. Esta es una de las cuatro franjas volcánicas de los Andes. Los segmentos de subducción con pendiente poco inclinada, conocidos como los tramos planos del Perú y de las Pampas, separan esta zona volcánica de sus vecinas: la Zona volcánica norte y la Zona volcánica sur.
El volcán Putana forma parte de la Zona volcánica central, la cual, además de este volcán, incluye varias grandes calderas asociadas al vulcanismo silícico. Más de 13 volcanes en esta zona han presentado actividad en tiempos históricos, de un total de aproximadamente 69 con evidencia de actividad durante el Holoceno. De estos volcanes, Láscar es el más activo de la Zona Volcánica Central; una erupción importante tuvo lugar allí en 1993.

## El volcán
El Putana es un volcán de 5.884 metros de altura, alargado en dirección norte-sur. Está formado por lavas y material piroclástico, siendo los productos efusivos, como los domos de lava y los flujos de lava, los que constituyen la mayor parte del edificio volcánico. La mayoría de los flujos de lava fueron lo suficientemente viscosos como para no superar los 3 kilómetros de longitud, aunque los flujos más antiguos son más extensos. En la ladera occidental se encuentran flujos de lava más recientes, y algunos parecen ser posteriores a la última glaciación.
La cima del volcán alberga un cráter de aproximadamente 500 metros de ancho, en cuyo interior se encuentran dos cráteres más pequeños: uno de 300 metros de ancho ubicado en el lado noreste y otro de 130 metros en el centro del cráter principal. En la parte sur del cráter de la cumbre se han emplazado flujos y domos de lava, y también se observan depósitos correspondientes a antiguas erupciones de tipo vulcaniano. Además, existen bocas adventicias en las laderas del volcán Putana, una de ellas, situada en el flanco noroeste, dio origen a un flujo en forma de abanico particularmente destacado.
El volcán forma parte de un complejo de flujos piroclásticos y conos que cubre una superficie de aproximadamente 600 kilómetros cuadrados. El volcán Putana se construyó sobre las ignimbritas Purificar y Tatio, que datan del Plioceno-Pleistoceno; todo el edificio volcánico se edificó sobre un volcán anterior al Holoceno.
Las rocas volcánicas presentes en el volcán Putana incluyen andesita basáltica, andesita y dacita. Los minerales contenidos en estas rocas incluyen piroxeno en las andesitas, y biotita y hornblenda en las dacitas.
Las montañas vecinas incluyen los cerros Aguita Blanca al este, Cerro Amarillo al sureste, Curiquinca al sur-suroeste del volcán Putana, y Escalante y Volcán Colorados más al sur-suroeste. Curiquinca, El Apagado y Sairecabur forman en conjunto un importante grupo volcánico.
Un mapa de 1985 muestra una cobertura persistente de nieve o hielo en el volcán Putana. Las laderas del volcán drenan hacia el norte en el río Aguita Blanca, que fluye hacia el oeste; hacia el este en el salar de Chalviri; y hacia el sureste en el río Blanco, que desemboca en el sistema Laguna Verde–Laguna Blanca. El río Putana se origina en el flanco norte del volcán, que constituye su cabecera. Este río se une con el río Jauna para formar el río Grande, el cual a su vez se une con el río Salado para formar el río San Pedro de Atacama, que finalmente desemboca en el salar de Atacama.

## Historial eruptivo
La historia geológica del volcán Putana es desconocida debido a la falta de estudios detallados sobre el tema. La última erupción reportada del volcán data de finales del siglo XIX; una de las fechas mencionadas es 1810, con un margen de error de 10 años, y se la describió como una erupción importante. Existen reportes tanto de un aumento en la actividad fumarólica como de posibles erupciones para los años 1810, 1886, 1960 y 1972. Sin embargo, los informes sobre una erupción ocurrida el 2 de julio de 1972 ± 182 días son inciertos, y otras fuentes sostienen que no ha habido erupciones históricas confirmadas en el volcán.
Entre finales de 2009 y comienzos de 2010, el volcán experimentó un episodio de deformación acompañado por enjambres sísmicos. Según modelos elaborados, durante este episodio se habría intruido un volumen de aproximadamente 300.000 metros cúbicos de magma a una profundidad de 1 kilómetro, lo que provocó un levantamiento del terreno de unos 4 centímetros en un área de 5 kilómetros de diámetro. Esta deformación superficial podría deberse a procesos hidrotermales. Fuera de este episodio, el volcán Putana presenta actividad sísmica, tanto en forma de eventos individuales como de enjambres sísmicos y sismos inducidos; el terremoto de Maule de 2010 estuvo acompañado por actividad sísmica en el volcán Putana. Es probable que futuras erupciones tengan efectos limitados al edificio volcánico, y que estén compuestas principalmente por flujos de lava con cantidades menores de piroclastos.

### Fumarolas

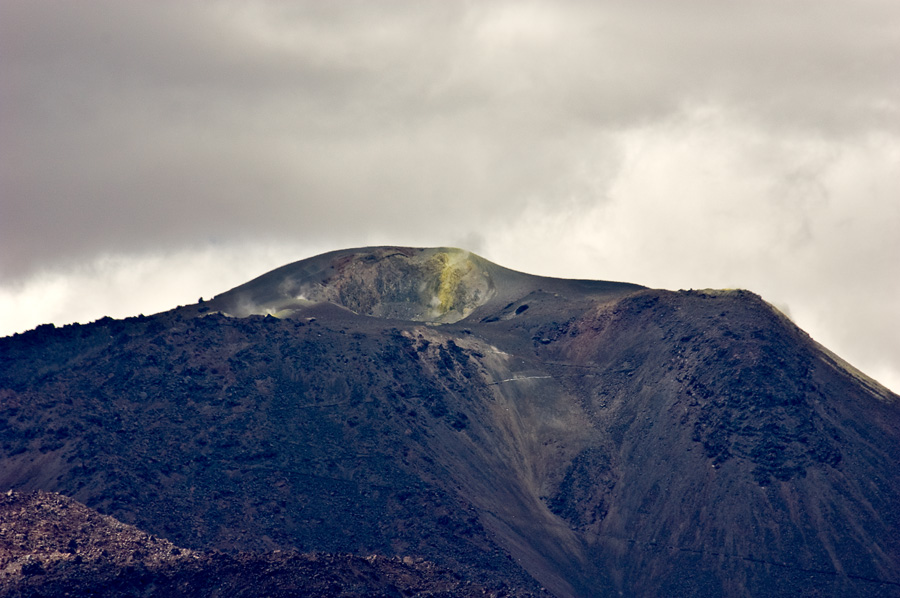
Vista hacia el cráter, con las fumarolas ubicadas dentro y fuera del cráter visibles.

El volcán Putana presenta fumarolas activas que generan una columna de gas de entre 100 y 500 metros de altura sobre el volcán. Esta columna ya era visible desde el siglo XIX. Las fumarolas varían en forma, desde aberturas de apenas unos centímetros hasta grandes orificios de hasta 10 metros de ancho. Se agrupan en cuatro campos fumarólicos distintos: dos dentro del cráter noreste, uno en el cráter de la cima y otro fuera del cráter principal, donde en 1952 se reportaron unas 30 fumarolas individuales. Estas emisiones son visibles desde el espacio como una anomalía térmica, aunque relativamente débil, con una diferencia de temperatura de apenas 5 K.
Estas fumarolas emiten una mezcla de sulfuro de hidrógeno y dióxido de azufre, este último con una tasa de emisión de entre 20.000 y 22.000 toneladas por año (equivalente a unos 55–60 toneladas por día). Además, contienen hidrógeno, cloruro de hidrógeno, fluoruro de hidrógeno y nitrógeno, mientras que el monóxido de carbono, el metano y el oxígeno están presentes solo en cantidades menores. Se han medido temperaturas de entre 82 y 88 °C, aunque la fuente subyacente podría alcanzar hasta 500 °C. La composición de los gases indica que estos tienen un origen principalmente magmático, aunque interactúan con un sistema hidrotermal algo más frío antes de llegar a la superficie. Una anécdota local sostiene que la tierra tiembla en Calama cuando el volcán se encuentra alterado.
La actividad fumarólica en el volcán Putana deposita azufre en su superficie, incluyendo un acantilado de 76 metros de altura que en 1952 fue reportado como completamente cubierto de este mineral. El azufre fue extraído en la cima del volcán, la cual es accesible por una carretera. Ese mismo año se destacó que el azufre del volcán Putana era de una pureza excepcional. Fue extraído y transportado en camiones desde una altitud de 5.600 metros, lo que representa uno de los puntos más altos en los que se ha utilizado transporte motorizado. La mina de azufre Carnen se encuentra en el flanco sureste del volcán, y existen otras minas en montañas vecinas. Las operaciones en la mina del volcán Putana cesaron en 1972.